# Prado Kelly
José Eduardo Prado Kelly (10 de septiembre de 1904 – 11 de noviembre de 1986) fue un jurista, abogado, poeta, periodista y político de Brasil. Además, ocupó diferentes cargos políticos y en la administración: ministro del Tribunal Federal Supremo, presidente del Orden de Abogados de Brasil (OAB), ministro de Justicia y Asuntos de Interior, diputado federal para Río de Janeiro y presidente de la Unión Democrática Nacional (UDN).
Su padre, Otávio Kelly, fue también ministro del Tribunal Federal Supremo.